# 6 Pułk Strzelców Podhalańskich

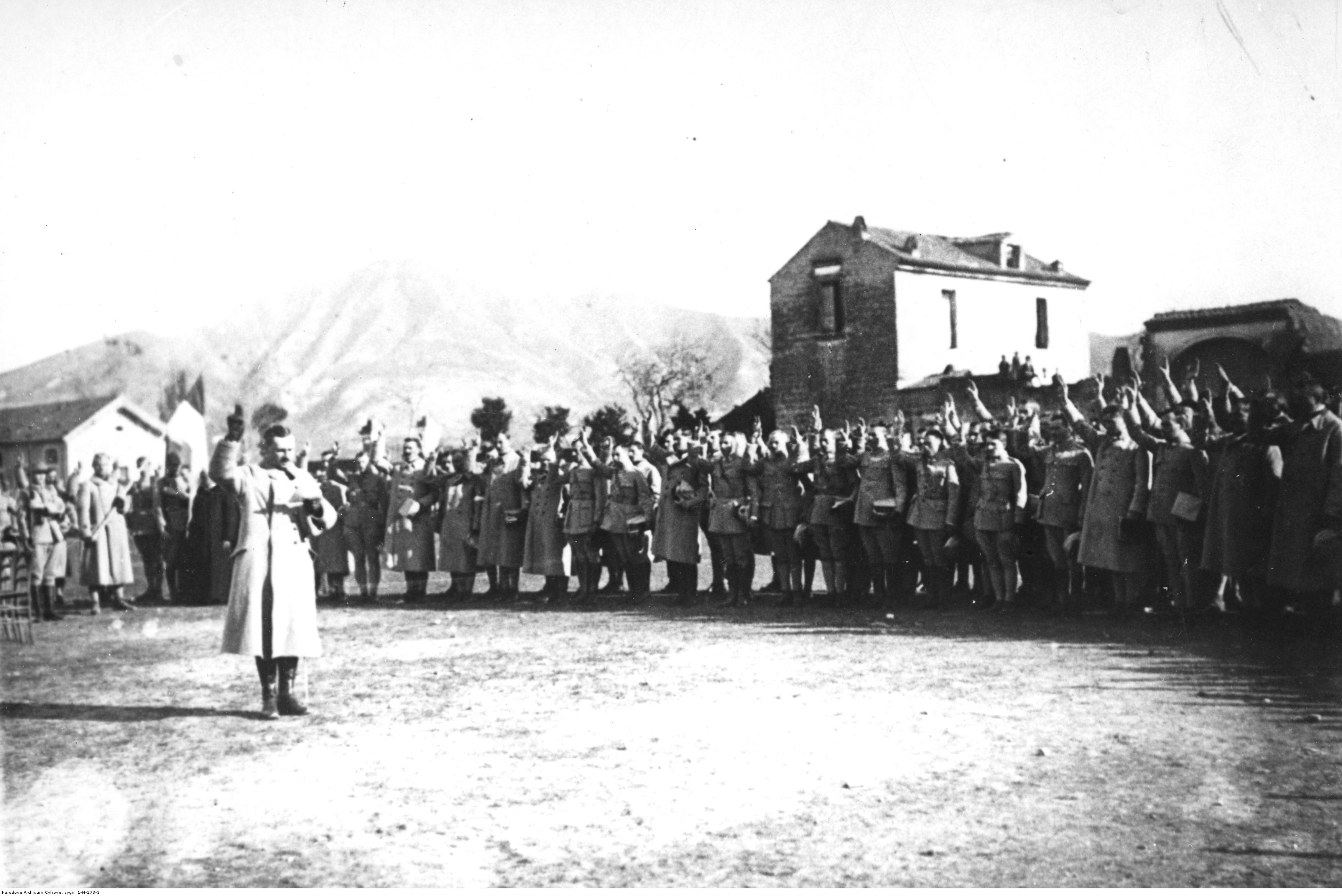
Polski obóz wojskowy w Santa Maria Capua Vetere pod Neapolem - zaprzysiężenie 300 oficerów; 1918 r.

6 Pułk Strzelców Podhalańskich (6 pspodh.) – oddział piechoty Armii Polskiej we Francji i Wojska Polskiego w II Rzeczypospolitej.
Pułk sformowany został w 1918 we Włoszech jako 2 pułk strzelców im. Tadeusza Kościuszki. Po przetransportowaniu do Francji i przeformowaniu występował pod nazwą 5 pułku strzelców polskich. Po przybyciu do kraju jednostka przemianowana została na 5 pułk strzelców pieszych, a 8 września pułk otrzymał nazwę 47 pułk piechoty Strzelców Kresowych
Już w maju 1919 wysłany na front, wziął udział w wojnie polsko-ukraińskiej.
Na początku czerwca został skierowany na granicę polsko-niemiecką, w rejon Jaworzna i Chrzanowa, a styczniu 1920 został przebazowany na Pomorze w celu obejmowania ziem przyznanych Polsce traktatem wersalskim. Od maja 1920 walczył na frontach wojny polsko bolszewickiej.
W okresie międzywojennym stacjonował w Samborze, a jego II batalion w Drohobyczu. W kampanii wrześniowej walczył w składzie macierzystej 22 Dywizji Piechoty Górskiej.

## Formowanie pułku i zmiany organizacyjne
4 grudnia 1918 w miejscowości Santa Maria Capua Vetere we Włoszech z jeńców cesarskiej i królewskiej armii narodowości polskiej zorganizowany został 2 pułk strzelców im. Tadeusza Kościuszki.
14 stycznia 1919 roku jego I batalion przetransportowany został do Tonnoy w pobliżu Nancy, gdzie po uzupełnieniu ochotnikami z Ameryki Północnej i jeńcami Armii Cesarstwa Niemieckiego z obozów we Francji i Anglii oraz zasileniu kadrą oficerską i podoficerską francuskiego 411 pułku piechoty stał się bazą dla organizowanego 5 pułku strzelców polskich.
8 lutego formowanie oddziału zostało zakończone.
Pułk składał się z trzech batalionów piechoty, po trzy kompanie piechoty i jednej kompanii karabinów maszynowych oraz kompanii zafrontowej. Faktyczne dowództwo batalionów i kompanii sprawowali oficerowie francuscy, a oficerowie polscy pełnili funkcje jedynie nominalnie.
Umundurowanie żołnierzy pochodziło z magazynów francuskich. Oznaką polskości była sukienna rogatywka z metalowym orłem z literami WP oraz amarantowe owale z orłami haftowanymi białą nicią,noszone na naramiennikach. Oddawanie honorów odbywało się „dwoma palcami”.
Dziesięć dni później jednostka przeniesiona została do Bulgnéville (dowództwo pułku i III batalion), Saint Quen les Troyes (I batalion) i Saulxures les Julgneville (II batalion).
23 lutego do oddziału wcielono 13 oficerów i 300 żołnierzy z II batalionu 2 pułku strzelców im. Tadeusza Kościuszki. 8 marca gen. Józef Haller, dowódca Armii Polskiej we Francji dokonał przeglądu pułku.
Trzy dni później do jednostki przybyło kolejnych dwóch oficerów i 300 szeregowych, jeńców wojennych z zaboru austriackiego i Stanów Zjednoczonych.
5 kwietnia każdy z batalionów zasilony został żołnierzami kompanii instrukcyjnych nr 4, 8 i 12.
23 kwietnia rozpoczęto przegrupowanie pułku do Polski. Koło Leszna przekroczył granicę Polski i przez Łódź, Koluszki, Kraków, Jarosław dotarł do Hrubieszowa, który został jego miastem garnizonowym.
Po przybyciu do Polski stan pułku wynosił: 68 oficerów (w tym 17 Francuzów) i 2513 szeregowych.
W tym też czasie jednostka przemianowana została na 5 pułk strzelców pieszych.
Latem 1919, w okresie pełnienia służby granicznej na Górnym Śląsku, w pułku przeprowadzono kolejną reorganizację. W lipcu utworzono w Stryju batalion zapasowy pułku. W końcu tego miesiąca zdemobilizowano starsze roczniki, w tym prawie wszystkich ochotników z USA i Kanady. Zgodnie z dekretem Naczelnika Państwa Józefa Piłsudskiego, z dniem 1 września wszystkie formacje Wojska Polskiego zorganizowane poza krajem przeszły pod rozkazy Naczelnego Wodza. Nastąpiło też ujednolicenie numeracji pułków.
8 września pułk otrzymał nazwę 47 pułk piechoty Strzelców Kresowych. Jeszcze przez trzy miesiące mógł alternatywnie używać nazwy 5 pułk strzelców polskich gen. Hallera.
W grudniu 1919 batalion zapasowy pułku stacjonował w Stryju.

## Pułk w walce o granice

### Walki pułku na froncie polsko-ukraińskim
8 maja 1919 pułk wyruszył w kierunku Dołhobyczowa na front przeciwukraiński z zadaniem wzmocnienia sił polskich w rejonie działania Grupy kpt. Juliusza Meraka.
Ugrupowanie marszowe składało się z trzech kolumn, po jednym batalionie piechoty i jednej baterii artylerii polowej w każdej.
9 maja I batalion zaatakował nieprzyjaciela pod Dołhobyczowem i zajął go. Następnego dnia kompania wzmocniona dwoma sekcjami karabinów maszynowych uderzyła na Oszczów i zdobyła go.
W tym samym czasie 10 kompania wyparła nieprzyjaciela z Żabiec, a pozostała część batalionu oczyściła z Ukraińców las w rejonie Wererszyna i zajęła rubież Wilków–Wiszniów. W tym czasie  II batalion zajął Radostów i ubezpieczał prawe skrzydło i tyły pułku. Bój pod Dołhobyczowem był pierwszym bojem pułku i stanowił jego chrzest ogniowy. Dzień 9 maja obchodzony był odtąd jako święto pułkowe.
13 maja pułk otrzymał zadanie zdobyć Uhryniów i Sokal i nawiązać kontakt taktyczny z 4 pułkiem strzelców polskich walczącym w okolicach Krystynopola.
14 maja rozpoczęły się walki o silnie ufortyfikowany Uhrynów. Okoliczne bagna sprzyjały obrońcom. Początkowe natarcie pułku z marszu bez przygotowania artyleryjskiego zostało zatrzymane w silnym ogniu nieprzyjaciela. Drugie natarcie oddziałów polskich rozpoczęła artyleria. I batalionu, który uderzył frontalnie, a III batalion z północnego skrzydła. Koncentryczne natarcie obu batalionów osiągnęło powodzenie i Ukraińcy opuścili Uhrynów.
Następnego dnia pułk nacierał dalej i przed południem zajął Chorobów i Opulsko. Po południu pułk uderzył na przedmieście Sokala I batalionem od północy, a III batalionem od południa i zajął dzielnicę Zaburze. Ukraińcy zostali wyparci na wschodni brzeg Bugu.
Rozpoczął się pojedynek artyleryjski. Szczególnie mocno ukraińska artyleria ostrzeliwała rejon dworca kolejowego. Wkrótce rozpoczęła ogień artyleria polska z Opulska, rozbijając baterię ukraińską, stojącą na wzgórzu za Sokalem.
16 maja pułk przygotowywał się do forsowania Bugu.
W trakcie tych czynności przyszedł rozkaz zaniechania wszelkich kroków wojennych. Nieco później rozkaz został odwołany, pułkowi polecono zajęcie opuszczonego przez Ukraińców Sokala, a plutonowi pionierów odbudowę spalonego mostu.
19 maja pułk ugrupowany w dwie kolumny pomaszerował w kierunku Stojanowa i Radziechowa. Jeszcze w tym samym dniu III batalion zajął Radziechów, a dnia następnego I i II bataliony wkroczyły do Stojanowa.
21 maja pułk opanował rubież Trojca–Chladów–Radziechów. Następnego dnia III batalion zajął Zabłotce. Na miejscowej stacji kolejowej zdobyto dużo sprzętu wojskowego, w tym uszkodzone samoloty, konie, uprząż i żywność.
23 maja pułk otrzymał rozkaz wstrzymania dalszych akcji i przejścia do Lwowa. Dwa dni później został załadowany do wagonów i skierowany w rejon Górnego Śląska.

### Działania pułku na granicy zachodniej
Na początku czerwca 1919, w składzie 2 Dywizji Strzelców Polskich gen. Hallera pułk przybył na granicę polsko-niemiecką i rozlokował się w rejonie Jaworzna i Chrzanowa. W związku z napiętą sytuacją międzynarodową, pozostawał na niej w ostrym pogotowiu bojowym.
5 czerwca na osobisty rozkaz gen. Józefa Hallera, 1 kompania zajęła Libiąż. Władze polskie liczyły się też z siłowym zajęciem przez Niemców Byczyny, 23 czerwca skierowano tam III batalion.
Ostre pogotowie bojowe trwało do 28 czerwca, kiedy to Niemcy podpisały traktat w Wersalu.
24 października poszczególne pododdziały pułku zmieniły dyslokację. I batalion kwaterował w Kościelcu, II w Trzebini, a III batalion w Mysłowicach. Dowództwo pułku i kompania zafrontowa rozlokowana została w Chrzanowie.
Pułk pozostawał na obszarze Górnego Śląska do 11 stycznia 1920. W tym czasie przechodził reorganizację.
W styczniu przegrupował się  na Pomorze. Tam obejmował ziemie przyznane Polsce traktatem wersalskim.
W Mławie wszedł w skład Grupy Operacyjnej nr 1 płk. Pawła Kozubka.
Grupa zajęła Działdowo, Pepłówek, Nowe Miasto Lubawskie, Lubawę i Lidzbark. 22 stycznia, w rocznicę wybuchu powstania styczniowego, obejmowanie Pomorza zostało w sposób pokojowy zakończone.
10 lutego delegacja pułku z chorągwią wzięła udział w uroczystości „zaślubin z morzem” w Pucku.
10 marca pułk został zluzowany przez 3 pułk strzelców granicznych i dyslokowany do nowych garnizonów: I batalion do Jabłonowa, II batalion do Lubawy, III batalion do Działdowa.

### Pułk w wojnie polsko-bolszewickiej
25 maja 47 pułk piechoty Strzelców Kresowych został przetransportowany przez Warszawę, Grodno i Wilno do powiatu święciańskiego  w rejon koncentracji Armii Rezerwowej gen. Kazimierza Sosnkowskiego.
Pułk zluzował oddziały 8 Dywizji Piechoty i 1 czerwca rozpoczął walki w okolicach jezior Narocz i Miadzioł.
Pod Bojarami II batalion napotkał okopanego przeciwnika.  W walce pokonał go, ale zwycięstwo okupił dużymi stratami. Ranny został między innymi dowódca batalionu kpt. Marian Rudziński.
Wieczorem 4 czerwca pułk osiągnął linię rzeki Serwecz i  I batalionem zajął Czerkasy.
6 czerwca 46 pułk piechoty Strzelców Kresowych wraz z I/47 pp zajął Ledniki i nacierał dalej na Sziragi i na Słobodę.
Natarcie załamało się w silnym ogniu nieprzyjaciela. Dowódca 47 pp zdecydował prowadzić natarcie III batalionem przez Jasewicze-Pużyny.
Wykorzystując powodzenie III batalionu, atak ponowił II/47 pp i wyrzucił przeciwnika ze stanowisk pod Słobodą. Dalej uderzał na Szabany i mimo poważnych strat, miejscowość tę zajął. Jednak skrzydłowy kontratak czerwonoarmistów zmusił go do wycofania się ze wsi.
W tym samym czasie, w bagnistym terenie, utknęły też pozostałe bataliony.
Sytuację uratował dowódca 47 pp ppłk Julian Skokowski, który I batalionem wszedł w lukę pomiędzy 46 pułkiem a II/47 pp i uderzeniem „na bagnety” wyrzucił przeciwnika z Korolewicz.
7 czerwca pułk próbował sforsować Szoszę. Ponawiane ataki nie dawały rezultatu. Przeciwnik twardo trzymał wschodni brzeg rzeki. Dopiero na drugi dzień, po kilkunastominutowym przygotowaniu artyleryjskim, I batalion sforsował rzekę w pobliżu zniszczonego mostu, a III batalion pokonał ją w bród i zajął Ostrów i Lipowo.
W nocy z 11 na 12 czerwca pułk został zluzowany przez 46 pułk piechoty Strzelców Kresowych i zakończył działania w tym rejonie.
W czasie akcji pościgowej nie tylko wypełnił swoje zadanie, ale także wspierał działania pozostałych pułków 11 Dywizji Piechoty.
Pułk w działaniach opóźniających
4 lipca wojska Frontu Zachodniego Michaiła Tuchaczewskiego przeszły do kontrofensywy nad Autą i Berezyną i przełamały front polski.
O 4.00  bolszewicy uderzyli też na pozycje obronne 47 pułku. Zostało ono odparte, ale wyniku oceny sytuacji na innych odcinkach frontu, już o 8.00 zarządzony został ogólny odwrót.
6 lipca, działając w straży tylnej 11 DP, pułk obsadził wzgórza na północ od Parafinowa. Tu na pewien czas powstrzymano bolszewickie natarcie.
Kolejną rubież opóźniania zorganizowano pod Szabanami i Chażowem. Tu, odpierając ataki sowieckiej kawalerii, duże straty poniósł II batalion.
12 lipca pułk osiągnął linię „starych okopów niemieckich”, a dwa dni później wycofywał się już dalej i 20 lipca obsadził lewy brzeg Niemna, od ujścia Świsłoczy do Samostrzelnik.
23 lipca oddziały sowieckie przystąpiły do forsowania rzeki. Początkowo oddziałom polskim udawało się odpierać zmasowane ataki.
Jednak sąsiedni, 46 pułk piechoty Strzelców Kresowych, nie wytrzymał uderzenia, a przechodząca przez jego ugrupowanie sowiecka kawaleria uderzyła na tyły 47 pułku.
Bataliony rozpoczęły odwrót pod bezpośrednim ogniem nieprzyjaciela, ponosząc przy tym ciężkie straty.
Pułk w Bitwie Warszawskiej
W pierwszej połowie sierpnia Wojsko Polskie przygotowywała się do decydującego starcia z Armią Czerwoną. 1 Armia gen. Franciszka Latinika przyjęła na siebie obronę przedmościa Warszawy.
Na rozkaz dowódcy XXI Brygady Piechoty pułk przeszedł do Ostrowia, a 5 sierpnia, do Kątów Grodziskich i stał się odwodem generała-gubernatora Warszawy gen. Latinika.
Tu przystąpiono do szybkiej jego reorganizacji. Pułk otrzymał uzupełnienie z: 5., 41. i 42. pułków piechoty oraz jako IV batalion wcielono doń I warszawski batalion wartowniczy.
Przed bitwą warszawską stan pułku wynosił: 61 oficerów, 3426 szeregowych, 16 karabinów maszynowych i działko 37 mm.
8 sierpnia pułk został skierowany w rejon Helenów – Leśniakowizna, a 13 sierpnia pododdziały pułku nawiązały kontakt ogniowy z nieprzyjacielem.
W tym dniu zaznaczyła się duża aktywność jednostek sowieckich kierujących swoje główne uderzenie na Radzymin. W walce całkowicie rozbity został 46 pułk piechoty Strzelców Kresowych. Skrzydłowa 3/47 pp zagięła skrzydło i była ustawicznie ostrzeliwana ogniem flankowym karabinów maszynowych. W godzinach nocnych nieprzyjaciel uderzył na pozycje 4 kompanii. Jej stanowiska kilkakrotnie przechodziły z rąk do rąk.
13 sierpnia bolszewicy uzyskali powodzenie na odcinku bronionym przez IV batalion. Interweniował dowódca pułku wysyłając na zagrożony odcinek odwodową 12 kompanię ppor. Wilhelma Kasprzykiewicza. Wieczorem odtworzono przedni skraj obrony IV batalionu.
Rano nieprzyjaciel wznowił natarcie na stanowiska skrzydłowej 4 kompanii. Zmasowany ogień 4 i 2 kompanii pułku zatrzymał natarcie przed zaporami inżynieryjnymi.
W tym czasie ciężkie walki toczyła też  3 kompania. Nawiązała ona kontakt taktyczny z Nowogródzkim pułkiem strzelców i wspólnie z nim przeszła do natarcia. Kontratak przeciwnika zmusił pułk nowogródzki do wycofania się. Dopiero po południu atakujące 1. i 11. kompanie 47 pp odrzuciły nieprzyjaciela i odtworzyły przedni skraj, a 3 kompania wróciła na swoje stanowiska.
W tym czasie IV batalion, a szczególnie 12 kompania por. Wilhelma Kasprzykiewicza z powodzeniem odpierała gwałtowne ataki nieprzyjaciela.
15 sierpnia na kierunku Radzymina uderzyła 10 Dywizja Piechoty gen. Lucjana Żeligowskiego. Jej natarcie odciążyło wykrwawione już bataliony 47 pułku strzelców kresowych.
17 sierpnia pułk zakończył swoją działalność na tym kierunku i został zluzowany przez oddziały 1 Dywizji Litewsko-Białoruskiej W tym dniu pomaszerował do Nasielska i tam w składzie macierzystej 11 Dywizji Piechoty pozostawał w odwodzie.
Działania pułku w okresie bitwy niemeńskiej
Zwycięstwa nad Wisłą, Wkrą i Wieprzem, i prowadzone działania pościgowe doprowadziły 2. i 4 Armię nad granicę z Prusami Wschodnimi. Naczelne Dowództwo WP postanowiło zmienić dotychczasowy kierunek natarcia obu związków operacyjnych z północnego na wschodni. 27 sierpnia rozpoczęto przegrupowanie. 2 Armia gen. Edward Rydza- Śmigłego otrzymała rozkaz zajęcia pozycji w rejonie Białegostoku, z odpowiedzialnością za teren na północ od Hajnówki, 4 Armia gen. Leonarda Skierskiego przejścia spod Łomży do rejonu Brześcia i przejęcia odpowiedzialności za odcinek frontu od Hajnówki do Włodawy.
29 sierpnia podjęto intensywne przygotowania do operacji zaczepnej przeciwko wojskom Frontu Zachodniego.
Plan przeprowadzenia operacji zakładał, że 4 Armia wykona uderzenie pomocnicze z Polesia w kierunku na Baranowicze.
47 pułk piechoty strzelców kresowych został przetransportowany do Brześcia. Tu jego działalność bojowa polegała na prowadzeniu skutecznych wypadów na nieprzyjaciela.
Walczył też z powodzeniem pod Czernianami i Kobryniem. W połowie września pułk wyszedł na linię rzeki Muchawiec.
Nieprzyjaciel okopał się na jej prawym brzegu po obu stronach szosy Kobryń–Baranowicze. 22 września, po dziesięciominutowym przygotowaniu artyleryjskim, forsowanie rozpoczął III batalion kpt. Józefa Synosia. W pierwszym rzucie frontalnie ruszyły 9. i 12. kompania. Zdecydowany opór bolszewików powstrzymał polskie natarcie. W tym czasie 48 pułk piechoty Strzelców Kresowych, a wraz z nim 10/47 pp przeprawiła się przez Muchawiec i uderzyła ze skrzydła na nieprzyjaciela. Wykorzystały to czołowe kompanie III batalionu, wznowiły natarcie i zajęły Zaprudy.
Następnego dnia pułk pułk rozpoczął marsz w kierunku Dziatkowicz. Po drodze walczył skutecznie z nieprzyjacielskim podjazdem w okolicy Dubowa.
25 września rozpoczęło się natarcie na Dziatkowicze. Całodzienny bój nie dawał rezultatu. Dopiero w godzinach wieczornych I i III batalion zdobyły miejscowość.
Od 11 października pułk walczył w składzie Grupy płk. Fabrycego o Słuck.
17 października pod Berezowką stoczył swój ostatni bój  i w pościgu za nieprzyjacielem, jeszcze przed zawieszeniem broni, zajął miejscowość Podłoszyce.
23 października pułk został zluzowany i przeszedł w rejon Kopyla. 14 listopada tereny te przeszły pod władzę sowiecką i pułk musiał się wycofać.
W okresie od 26 listopada do 27 czerwca 1921 pułk stacjonował w rejonie Baranowicz, po czym transportami kolejowymi został przewieziony do Stryja.

### Bilans walk
W uznaniu męstwa wykazanego na bojowym wielu żołnierzy 47 pułku piechoty Strzelców Kresowych zostało wyróżnionych wysokimi odznaczeniami bojowymi. Krzyżem Srebrnym Orderu Virtuti Militari odznaczonych zostało 8 oficerów, 5 podoficerów i 4 strzelców, zaś Krzyż Walecznych otrzymało 45 oficerów, 3 chorążych, l podchorąży i 134 strzelców.
W czasie walk poległo 208 żołnierzy, w tym 3 oficerów, oraz 1360 zostało rannych. Pułk zdobył 34 karabiny maszynowe, wiele sprzętu telefonicznego i technicznego oraz wziął do niewoli 1560 jeńców.

### Kawalerowie Virtuti Militari
| Kawalerowie Virtuti Militari                                                                      | Kawalerowie Virtuti Militari | Kawalerowie Virtuti Militari                 |
| ------------------------------------------------------------------------------------------------- | ---------------------------- | -------------------------------------------- |
| Żołnierze pułku odznaczeni Krzyżem Srebrnym Orderu Wojskowego Virtuti Militari za wojnę 1919–1920 |                              |                                              |
| sierż. Julian Błaszczyk                                                                           | por. Marian Kluska           | kpt. Józef Synoś                             |
| plut. Aleksander Karaszkiewicz                                                                    | szer. Roman Kubasiak         | kpt. Marian Rudziński                        |
| szer. Wacław Karpowicz                                                                            | szer. Kazimierz Lorec        | sierż. Andrzej Szybki ps. „Adam Szymkiewicz” |
| ppor. Wilhelm Kasprzykiewicz                                                                      | ppor. Stefan Osika           | sierż. Marian Szybka                         |
| kpr. Julian Kozłowski                                                                             | ppor. Selig Reiss            | szer. Franciszek Suski                       |
| kpt. Władysław Krzyżewicz                                                                         | ppłk Julian Skokowski        | plut. Wacław Wysocki                         |

## Pułk w okresie międzywojennym

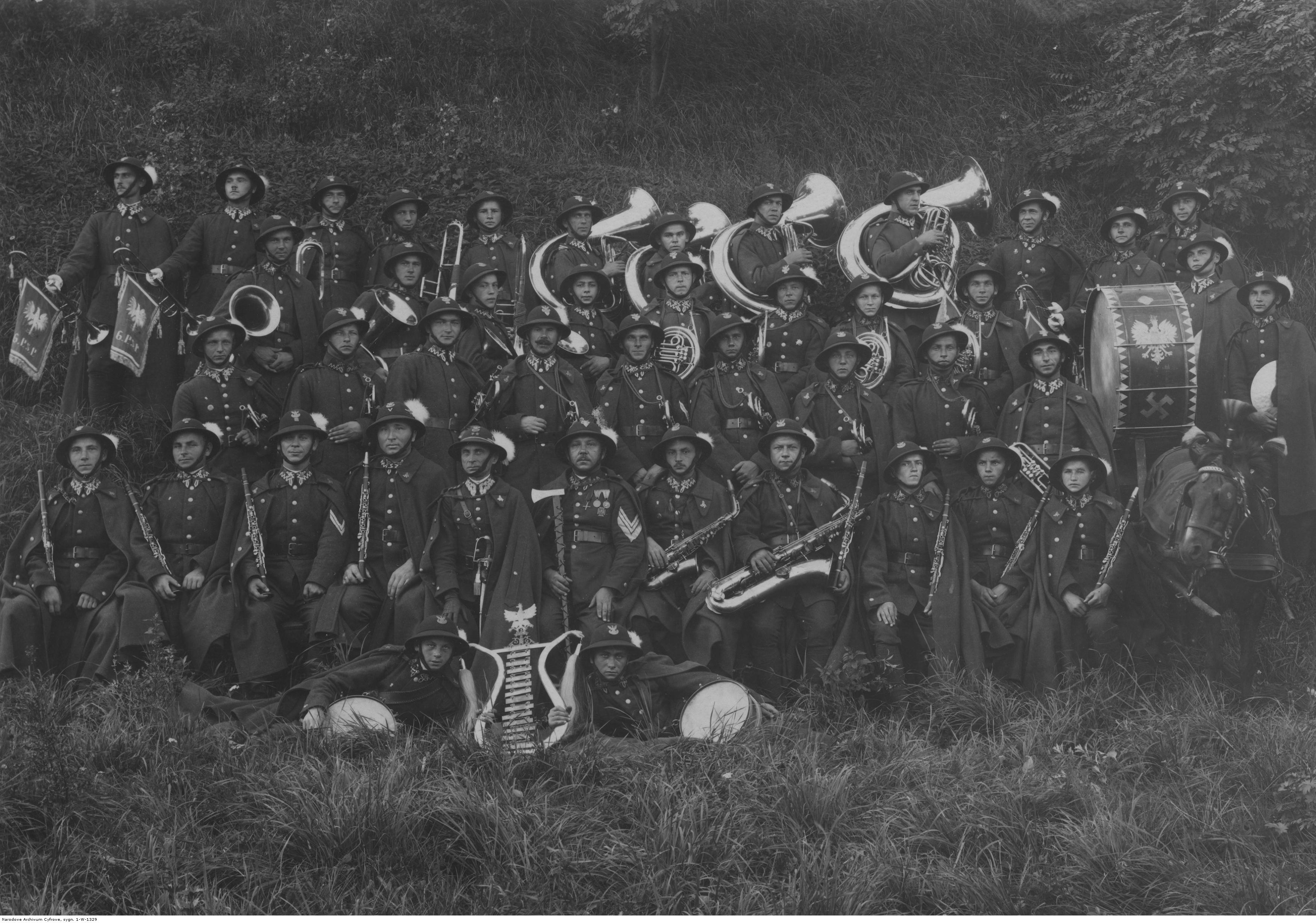
Orkiestra 6 pspodh. w Sanoku; z ciupagą kapelmistrz por. Jarosław Vorel

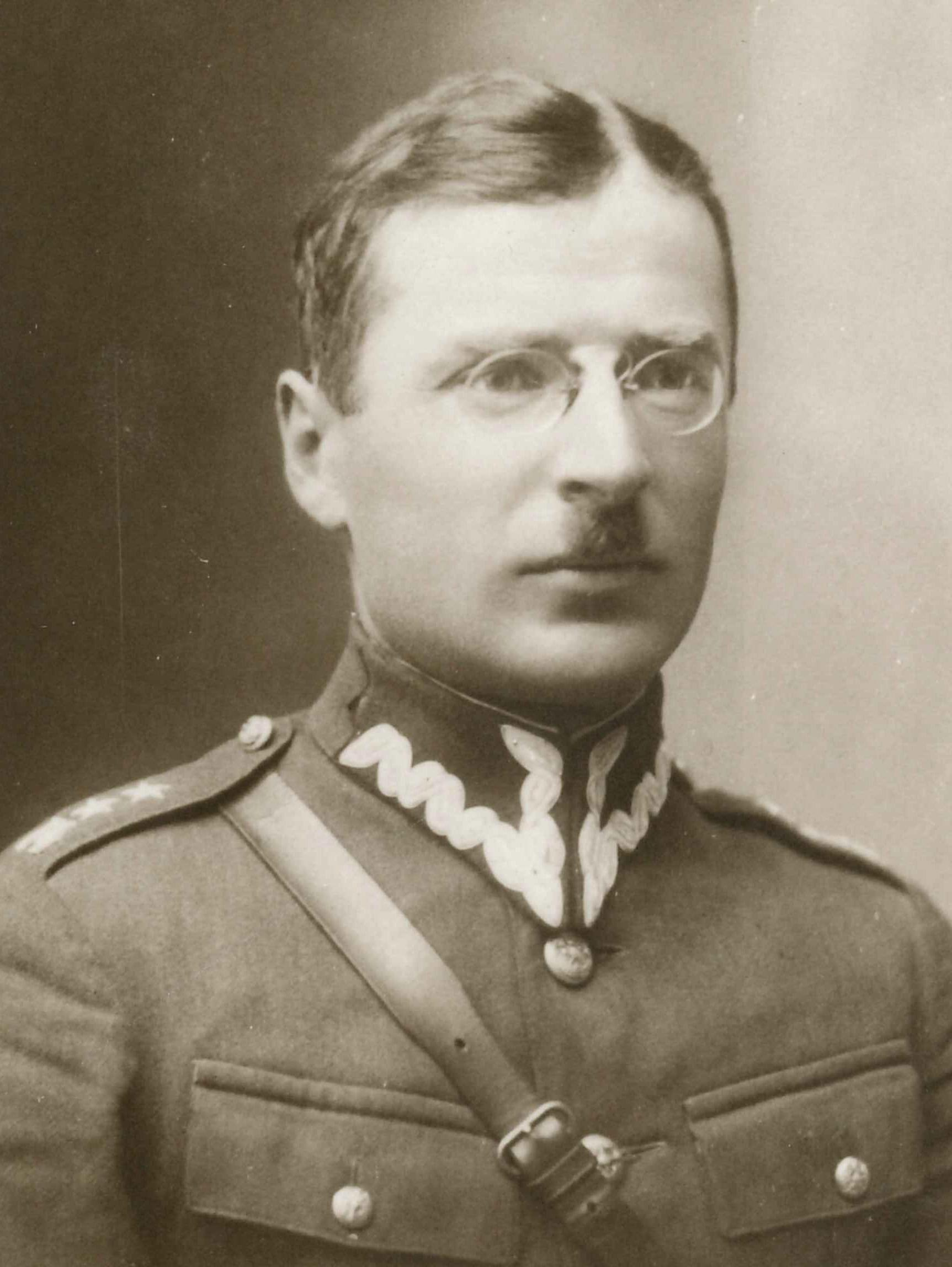
Porucznik Walenty Węgrzyn jako oficer 14 pułku piechoty. W roku 1933, już w stopniu kapitana, służył w 6 pułku strzelców podhalańskich.

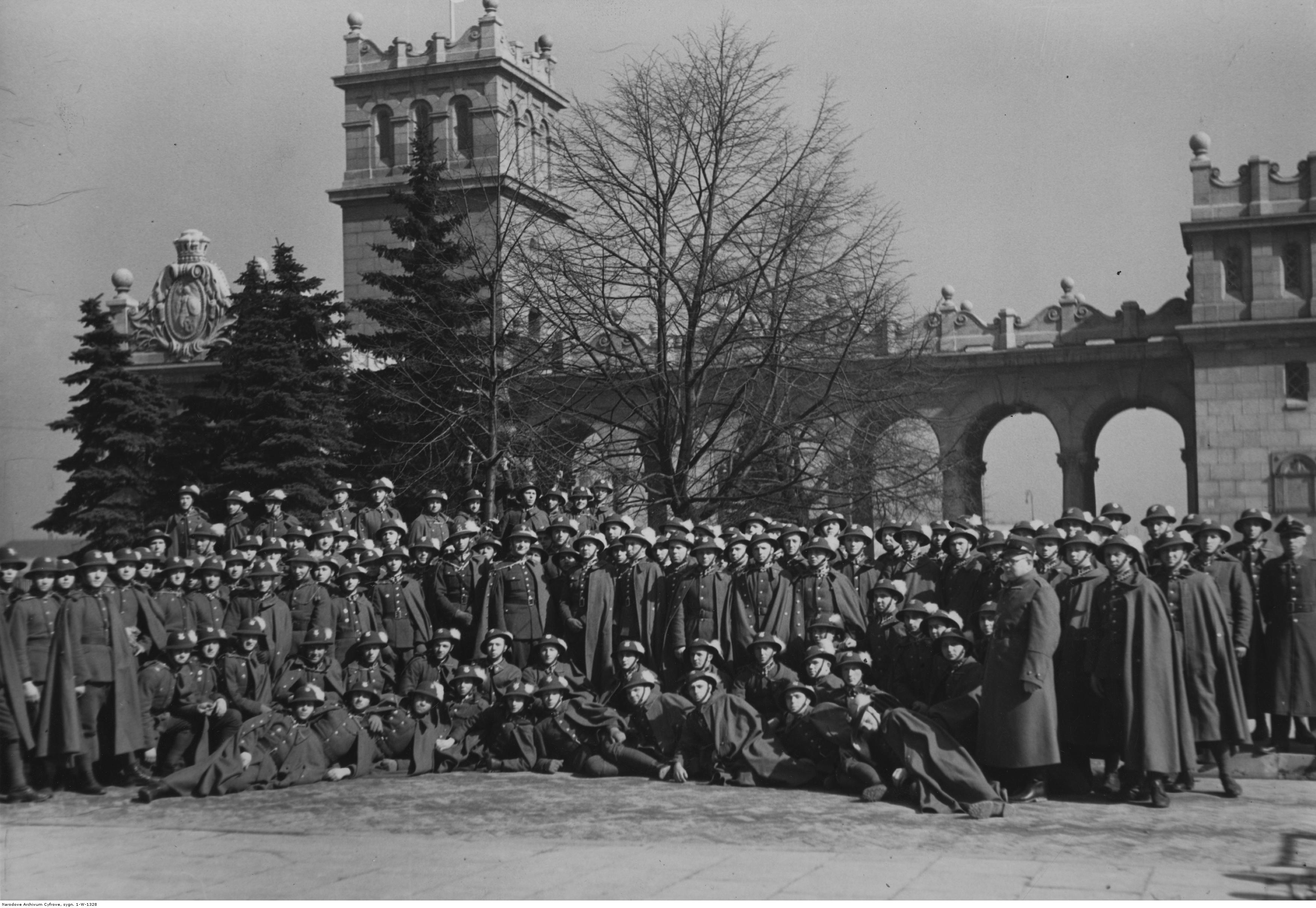
Wycieczka 6 pspodh. w Warszawie; 1936 r.

27 czerwca 1921 oddział przybył do pokojowego garnizonu w Stryju. 10 października tego roku jednostka po raz ostatni przemianowana została na 6 pułk strzelców podhalańskich i podporządkowana dowódcy nowo powstałej 2 Dywizji Górskiej. 14 marca 1930 II batalion dyslokowany został do Drohobycza, 15 grudnia tego roku pozostała część pułku przeniesiona została do Sambora. Dowództwo pułku stacjonowało przy ul. Piłsudskiego, a III batalion przy ul. Drohobyckiej. Dyslokacja jednostki nie uległa zmianie do II wojny światowej.
Szkolenie wojsk
W wyniku przejścia pułku na organizację pokojową nastąpiła demobilizacja starszych roczników. Wiosną 1922 wcielono do pułku pierwszą grupę rekrutów. Rekruci pochodzili z województw: lwowskiego, kieleckiego, śląskiego i krakowskiego. Na ogół przestrzegano zasady aby rekruci wyznania rzymskokatolickiego stanowili co najmniej 50%.
Do szkolenia wykorzystywano był plac koszarowy, przyległy stadion sportowy, plac ćwiczeń w Zawidówce oraz plac ćwiczeń w Radłowicach. Strzelania z broni ręcznej odbywały się na strzelnicy szkolnej w Dąbrówce, a strzelania szkolno-bojowe na strzelnicy w Radłowicach.
Na początku sierpnia pułk wyjeżdżał na „przedobozia”. Zgrupowania te odbywały się najczęściej w Zawadce  i Spassach, w Felsztynie lub w Niżankowicach. Tam główny nacisk kładziono na wyszkolenie bojowe plutonu i kompanii. Był to przede wszystkim sprawdzian dla kadry oficerskiej i podoficerskiej. W pierwszej połowie września pułk zazwyczaj uczestniczył w manewrach dywizyjnych lub międzydywizyjnych.
W okresie od listopada do lutego organizowana była pułkowa szkoła podoficerska. Składała się z trzech plutonów strzeleckich oraz plutonu ckm z sekcją moździerzy. 
Na podstawie rozkazu wykonawczego Ministerstwa Spraw Wojskowych do Departamentu Piechoty o wprowadzeniu organizacji piechoty na stopie pokojowej PS 10-50 z 1930 roku, w Wojsku Polskim wprowadzono trzy typy pułków piechoty. 6 pułk strzelców podhalańskich zaliczony został do typu I pułków piechoty (tzw. „normalnych”). W każdym roku otrzymywał około 610 rekrutów. Stan osobowy pułku wynosił 56 oficerów oraz 1500 podoficerów i szeregowców. W okresie zimowym posiadał batalion starszego rocznika, batalion szkolny i skadrowany, w okresie letnim zaś batalion starszego rocznika i dwa bataliony poborowych.
| Obsada personalna i struktura organizacyjna w marcu 1939 | Obsada personalna i struktura organizacyjna w marcu 1939 | Obsada personalna i struktura organizacyjna w marcu 1939 |
| Stanowisko                                               | Stopień, imię i nazwisko                                 | Przydział we wrześniu 1939                               |
| Dowództwo pułku i pododdziały specjalne                  | Dowództwo pułku i pododdziały specjalne                  | Dowództwo pułku i pododdziały specjalne                  |
| -------------------------------------------------------- | -------------------------------------------------------- | -------------------------------------------------------- |
| dowódca pułku                                            | ppłk dypl. Mieczysław Dobrzański                         | dowódca 6 pspodh.                                        |
| I zastępca dowódcy                                       | ppłk Mieczysław Pretsch                                  | dowódca OZ 22 DP                                         |
| adiutant                                                 | mjr Karol Olma                                           |                                                          |
| starszy lekarz                                           | mjr dr Marian Gustek                                     |                                                          |
| młodszy lekarz                                           | vacat                                                    |                                                          |
| II zastępca dowódcy (kwatermistrz)                       | mjr Stanisław Szkaradek                                  |                                                          |
| oficer mobilizacyjny                                     | mjr adm. (piech.) Karol Dyszyński                        |                                                          |
| zastępca oficera mobilizacyjnego                         | kpt. Aleksander I Prociuk                                |                                                          |
| oficer administracyjno-materiałowy                       | kpt. adm. (piech.) Piotr Świętoń                         |                                                          |
| oficer gospodarczy                                       | kpt. int. Stanisław Gargas                               |                                                          |
| oficer żywnościowy                                       | vacat                                                    |                                                          |
| oficer taborowy                                          | kpt. tab. Władysław Szklarski                            |                                                          |
| kapelmistrz                                              | vacat                                                    |                                                          |
| dowódca plutonu łączności                                | por. Jan Smela                                           | oficer łączności                                         |
| dowódca plutonu pionierów                                | por. Antoni Grajski                                      |                                                          |
| dowódca plutonu artylerii piechoty                       | por. art. Leon Brzozowski                                |                                                          |
| dowódca plutonu ppanc.                                   | por. Stanisław Ludwik Betlej                             | dowódca kompanii ppanc.                                  |
| dowódca oddziału zwiadu                                  | ppor. Jan Kozik                                          | dowódca oddziału zwiadu                                  |
| I batalion                                               |                                                          |                                                          |
| dowódca batalionu                                        | mjr Jan Wilczak                                          |                                                          |
| dowódca 1 kompanii                                       | kpt. Karol Jan Dehnel                                    | kwatermistrz 6 pspodh.                                   |
| dowódca plutonu                                          | chor. Władysław Szulc                                    |                                                          |
| dowódca 2 kompanii                                       | kpt. Stanisław Prus                                      |                                                          |
| dowódca plutonu                                          | ppor. Zygmunt Kukfisz                                    |                                                          |
| dowódca plutonu                                          | chor. Władysław Olesiak                                  |                                                          |
| dowódca 3 kompanii                                       | kpt. Józef Dominiak                                      |                                                          |
| dowódca plutonu                                          | ppor. Józef Piekarz                                      | dowódca 9 kompanii 6 pspodh.                             |
| dowódca 1 kompanii km                                    | kpt. Stanisław Józef Sławiński                           |                                                          |
| dowódca plutonu                                          | por. Alojzy Bukowski                                     |                                                          |
| II batalion                                              |                                                          |                                                          |
| dowódca batalionu                                        | ppłk Józef Gawlik                                        |                                                          |
| adiutant batalionu                                       | p o. kpt. Władysław Ohorok                               | dowódca 6 kompanii 6 pspodh.                             |
| pomocnik ds. gospodarczych                               | kpt. adm. (piech.) Józef Lurskl                          |                                                          |
| lekarz baonu                                             | por. lek. Jan Stanisław Zbierski                         |                                                          |
| dowódca 4 kompanii                                       | kpt. Karol Stanisław Piskorz                             |                                                          |
| dowódca plutonu                                          | ppor. Andrzej Siglowy                                    |                                                          |
| dowódca 5 kompanii                                       | kpt. Józef Borucki                                       | dowódca 5 kompanii 6 pspodh.                             |
| dowódca plutonu                                          | ppor. Władysław Maria Bes                                |                                                          |
| dowódca plutonu                                          | ppor. Czesław Kozłowski                                  |                                                          |
| dowódca plutonu                                          | ppor. Kazimierz Jakub Samulski                           |                                                          |
| dowódca 6 kompanii                                       | kpt. Władysław Ohorok                                    |                                                          |
| dowódca 2 kompanii km                                    | kpt. kontr. Melik Somchjanc                              |                                                          |
| dowódca plutonu                                          | por. Julian Knapik                                       | dowódca batalionu nadwyżek                               |
| dowódca plutonu                                          | ppor. Julian Sałwacki                                    | dowódca 3 kompanii                                       |
| III batalion                                             |                                                          |                                                          |
| dowódca batalionu                                        | mjr Stanisław Jan Amirowicz                              | dowódca III batalionu                                    |
| dowódca 7 kompanii                                       | kpt. Aleksander Ziółkowski                               | dowódca I batalionu                                      |
| dowódca plutonu                                          | por. Aleksy Minkacz                                      | dowódca 1 kompanii                                       |
| dowódca plutonu                                          | ppor. Jan Antoni Buszta                                  |                                                          |
| dowódca plutonu                                          | ppor. Jerzy Bronisław Pirogowicz                         |                                                          |
| dowódca 8 kompanii                                       | por. Józef Tadeusz Żyjewski                              |                                                          |
| dowódca 9 kompanii                                       | por. Wincenty Romańczukiewicz                            | II adiutant dowódcy pułku                                |
| dowódca 3 kompanii km                                    | por. Jan Zaucha                                          |                                                          |
| dowódca plutonu                                          | ppor. Wojciech Sekuła                                    |                                                          |
| na kursie                                                | kpt. Józef Marian Grabowiecki                            |                                                          |
| na kursie                                                | por. Radomir Walczak                                     |                                                          |
| na kursie                                                | ppor. Stanisław Kowalcze                                 |                                                          |
| odkomenderowany                                          | por. Władysław Leon Przybysz                             |                                                          |
| Dywizyjny kurs dla podoficerów nadterminowych            |                                                          |                                                          |
| dowódca                                                  | Jan II Rutkowski                                         | dowódca II/155 pp                                        |
| dowódca plutonu                                          | por. Roman Skierkowski                                   |                                                          |
| dowódca plutonu                                          | por. Stefan Witold Kurasiewicz                           |                                                          |

## 6 pspodh. w kampanii wrześniowej

### Mobilizacja
W dniu 27 sierpnia 1939 roku o godz. 17.00 6 pułk strzelców podhalańskich rozpoczął mobilizację alarmową w grupie "zielonej" własnych pododdziałów oraz kolumny taborowej nr 11. W ramach mobilizacji alarmowej w grupie brązowej zmobilizował dwie kompanie km plot. typu B nr 106 i 107, a w grupie żółtej kompanię asystencyjną nr 108. Dodatkowo w ramach mobilizacji powszechnej w II rzucie zmobilizował II batalion 155 pułku piechoty rezerwowego i własny batalion marszowy oraz Ośrodek Zapasowy 22 DPG.  

### Działania bojowe
W czasie wojny obronnej 1939 wchodził w skład 22 Dywizji Piechoty Górskiej walczącej w ramach Armii „Kraków”", a następnie Armii „Małopolska”. 31 sierpnia 6 pspodh. po zaprzysiężeniu wieczorem został załadowany do transportów kolejowych w Samborze i został skierowany w kierunku Dębicy.  Z uwagi na zmianę dyspozycji Naczelnego Wodza, przydzielenia 22 DPG do dyspozycji dowódcy Armii „Kraków” skierowano pułk wraz z dywizją przez Tarnów, Bochnię i Kraków do rejonu Krzeszowice-Trzebinia. W Płaszowie był zbombardowany przez niemieckie lotnictwo transport II batalionu 6 pspodh.

#### Od Olkusza do Nidy
Nocą 1/2 września w rejonie Trzebini  pułk został wyładowany z transportu kolejowego i przeszedł do pobliskich lasów na północ od miejscowości. Osłaniając północe skrzydło Armii „Kraków” nocą 2/3  września podjął marsz na Olkusz rano osiągnął miasto, gdzie był atakowany przez bombowce nurkujące Ju 87. Przed południem pułk zajął obronę na rzece Biała Przemsza w rejonie Bolesław-Bukowno I i II batalionem ze wsparciem I dywizjonu 22 pułku artylerii lekkiej. III batalion zajął obronę przed Białą Przemszą w miejscowości Sławków wzmocniony 4 armatami ppanc. i armatą z 1 baterii 22 pal, działał jako Oddział Wydzielony. Wykonując rozkaz dowódcy armii 6 pspodh. wraz z macierzystą 22 DPG podjął odwrót na linię rzeki Nidy i wycofał się w kierunku Miechowa, osiągnął rano 5 września wieś Czaple Małe i Czaple Wielkie. Dalszy odwrót pułk prowadził następną noc 5/6 września w kierunku Skalbmierza. O godz.11.00 Podhalanie 6 pułku osiągnęli wieś Dziewięcioły na południowy zachód od Racławic. Dotychczasowy intensywny marsz odwrotowy odbywał się bez styczności z nieprzyjacielem, ale kolumny były ostrzeliwane przez dywersantów. Powyższe oddziaływało demoralizująco na żołnierzy. Podczas odpoczynku 6 września pododdziały pułku starły się z pancernymi patrolami nieprzyjaciela. Maszerując w godzinach popołudniowych w ciężkich warunkach marszowych, po bezdrożach i piaszczystych drogach osiągnął wieczorem Skalbmierz i zajął wieś Krępice jako odwód dywizji. Dalszy odwrót w kierunku Nidy przyniósł 6 pspodh. kolejny marsz, rozpoczęty godzinę przed świtem 7 września 1939 roku, celem zajęcia pozycji opóźniającej na wzgórzach w rejonie Czarnocin-Cieszkowy ze wsparciem I/22 pal. W godzinach przedpołudniowych silny podjazd pancerny zaatakował okopany na skraju Czarnocina III batalion, atak ten został zatrzymany ogniem broni ppanc, maszynowej batalionu i artylerii I dywizjonu, a potem dodatkowo III dywizjonu 22 pal. Ponowione niemieckie natarcia na pozycje 6 pspodh. i sąsiedniego 2 pułku strzelców podhalańskich zostały odparte przez piechotę i artylerię. Artyleria niemieckiej 5 Dywizji Pancernej podjęła ostrzał pozycji obronnych Podhalan z 6 i 2 pułku strzelców, wywiązał się pojedynek artyleryjski. W trakcie walk poległo, co najmniej 8 żołnierzy pułku, a kilkudziesięciu zostało rannych. Nocą 7/8 września 6 pspodh. na rozkaz dowódcy 22 DPG przeszedł przez bród przez Nidę w pobliżu Jurkowa i pomaszerował do lasu Chochół do odwodu dowódcy dywizji. 8 września porządkował szeregi i wypoczywał.  
Bój o Owczary, Broninę i Prusy
Ze względu na decyzję dowódcy 22 DPG płk dypl. Endel-Ragisa uderzenia całą dywizją na Busko (wbrew rozkazowi dowódcy armii) o godz. 22.00 dnia 8 września 6 pułk strzelców podhalańskich wyruszył na czele głównej kolumny dywizji w kierunku Buska, wydzielając jako ubezpieczenie boczne III batalion. III batalion maszerował w kierunku miejscowości Owczary i ok. godz. 2.00 dotarł do miejscowości Broniny. Maszerujący na czele sił dywizji 6 psph. o godz. 1.00 wkroczył czołowym II batalionem do opuszczonego przez nieprzyjaciela Buska. Reszta dywizji pomaszerowała na Owczary. Maszerujący z Buska w kierunku na Stopnicę w rejonie miejscowości Bronina II batalion i dywizyjna kompania kolarzy nr 102 stoczyły bój spotkaniowy z wycofującym się spod Szczucina zmotoryzowanym Oddziałem Wydzielonym niemieckiego VII Korpusu Armijnego. II/6 pspodh. mjr J. Wilczaka, 102 komp. kolarzy i uczestniczący w końcowej fazie walki II/5 pspodh. Bój skończył się rozbiciem czołowego pododdziału niemieckiego OW VII KA. Zniszczono 12 samochodów, wzięto ok. 30 jeńców, zabito i raniono wielu wrogów. W walce poległo wielu żołnierzy wśród nich dowódca 6 kompanii kpt. Władysław Ohorok, śmiertelnie ranny został dowódca II batalionu 6 pspodh. mjr Jan Wilczak. Pozostała część pododdziału czołowego zajęła wzgórze po lewej stronie szosy do Buska skąd ostrzelała zbierające się po walce pododdziały II batalionu, interweniująca 4 kompania wyparła wroga ze wzgórza. Siły główne niemieckiego oddziału próbowały się przebić do wojsk własnych obchodząc stanowiska II/6 pspodh. i II/5 pułku strzelców podhalańskich, w rejonie wsi Widuchowa natarli na pozycje przygotowanego do walki III/6 pspodh. OW VII KA nie zdołał się przebić i został odrzucony kontratakiem III batalionu, w walce poległ niemiecki dowódca, a oddział ze stratami został odrzucony na stanowiska wyjściowe na linii wzgórz w rejonie Żerniki Górne. Po uporządkowaniu własnych szeregów po boju i marszu nocnym, o godz. 9.00 6 pułk strzelców podhalańskich i batalion I/5 pspodh. ze wsparciem I dywizjonu 22 pal i 22 dywizjonu artylerii ciężkiej rozpoczęły natarcie na pozycje niemieckie na wzgórzach. Natarcie przełamało niemiecką pierwszą linię i zaległo na drugiej linii obrony. Około godz.11.00 na tyły nacierających oddziałów 22 DPG od strony Buska uderzyła niemiecka 27 Dywizja Piechoty. Zostały pobite słabe osłonowe pododdziały 22 DPG i zaskoczone dowództwo dywizji, wróg zaatakował stanowiska artylerii dywizyjnej, taborów i zmusił do walki na dwa fronty nacierający 6 pspodh. i wspierające go elementy 5 pspodh. Przy bardzo silnym wsparciu artylerii niemieckiej piechota niemieckiej 27 DP rozbiła pod Broniną poszczególne pododdziały 6 pułku strzelców podhalańskich. Kilkuset żołnierzy dostało się do niewoli, wielu poległo wśród nich dowódca I batalionu kpt. Aleksander Ziółkowski, oficer łączności por. Jan Smela. Łupem wroga stała się ciężka broń pułku moździerze, armaty ppanc. i ckm-y. Stan zebranych po walce resztek pułku w rejonie Prusy-Skrobaczów, to kilkunastu oficerów i ok. 500 szeregowych. Z rozbitków 6 pspodh. sformowano batalion zbiorczy por. J. Wojciechowskiego, oficera ze sztabu dywizji, który jeszcze wieczorem 9 września wspierał broniący tego rejonu 2 pspodh. Około godz. 22.00 batalion zbiorczy 6 pspodh. rozpoczął wycofywanie się w kolumnie dowódcy AD 22 DPG płk J. Woźniakowskiego w kierunku Staszowa. Z uwagi na marsz po piaszczystych drogach i bezdrożach pod ostrzałem niemieckiej artylerii ok. godz. 6.00 rano 10 września kolumna dotarła do miejscowości Pieczonogi. Po dołączeniu w tym rejonie ocalałych dział z bitwy pod Broniną do kolumny, podjęto dalszy marsz w kierunku Staszowa.  
Po opuszczeniu Skrobaczowa przez kolumnę 22 DPG, w nocy z ocalałych żołnierzy którzy dotarli spod Broniny w rejonie Skrobaczowa uformowała się samorzutnie druga kolumna licząca ponad 2 tysiące żołnierzy i podjęła marsz na Kurozwęki. Po dotarciu rano tej kolumny w lasy w pobliżu wsi Mokre, zniszczono ciężkie uzbrojenie i zamierzano o zmroku przebić się ku Wiśle. Jednakże w godzinach popołudniowych lasy otoczyły niemieckie pojazdy pancerne i piechota niemieckiej 68 DP, zmuszając po krótkiej walce do złożenia broni zgrupowanych tam żołnierzy. Do niewoli dostali się dowódca III batalionu mjr Stanisław Amirowicz oraz dowódcy kompanii tego batalionu; 3 ckm i 9 strzeleckiej wraz z pozostałością żołnierzy 6 pspodh.  

#### Walki o przedarcie się do Wisły i Sanu
Kolumna płk Woźniakowskiego dowodzącego aktualnie pozostałością 22 DPG, maszerowała w kierunku lasów rytwiańskich, w jej składzie szło zgrupowanie 6 pspodh. pod dowództwem ppłk. M. Dobrzańskiego liczące ok. 600 żołnierzy. 10 września ok. godzin południowych, maszerujący na czele kolumny 5 pspodh. starł się z niemieckim oddziałem pancerno-motorowym od strony Staszowa, natomiast w tym czasie na idący w straży tylnej 2 pspodh. uderzyła ścigająca 27 DP. Zgrupowanie 6 pspodh. zajęło stanowiska we wsi Grobla frontem do pościgu 27 DP. Prowadzący obronę, a następnie walki opóźniające 2 pspodh. odskoczył w rejonie wsi Grobla do lasów na wschód od Sichowa. Natarcie niemieckiej piechoty wyszło na Groblę, o godz.13.00 żołnierze 6 pspodh. wycofali się do Rytwian, tam stawili opór niemieckiemu pododdziałowi motocyklistów, a następnie w walce zostali wyparci do lasów w rejonie klasztoru i wsi Kłoda. W trakcie czego zgrupowanie zostało rozdzielone na dwie części. Grupa, która wycofała się do wsi Kłoda, wieczorem dołączyło do zgrupowania dowódcy 2 pspodh. ppłk. dypl. S. Szlaszewskiego liczącego ok. 2 000 żołnierzy i 12 dział. W tym zgrupowaniu z żołnierzy 6 pspodh. utworzono dwie kompanie piechoty liczące ok. 200 żołnierzy pod dowództwem por. Antoniego Grajskiego. 12 września zgrupowanie ppłk. Szlaszewskiego, a wraz z nim batalion zbiorczy 6 pspodh. weszło w skład Grupy Operacyjnej „Jagmin” gen. Jana Jagmina-Sadowskiego i zostało przydzielone do Grupy Fortecznej płk. Wacława Klaczyńskiego osiągnęło Rozwadów i dalej przeszło rzekę San i 13 września dotarło do Radomyśla. Zgrupowanie 2 pspodh. wchłonęło żołnierzy z rozbitych innych oddziałów i wieczorem tego dnia liczyło 75 oficerów i 2570 szeregowych, w tym batalion zbiorczy 6 pspodh. por. A. Grajskiego liczył 10 oficerów i ok. 600 szeregowych.  

#### Walki na Lubelszczyźnie
16 września około południa kolumnę zgrupowania podczas wkraczania do Biłgoraja zaatakowało silnie niemieckie lotnictwo, batalion zbiorczy 6 pspodh. poniósł straty w zabitych i rannych. 17 września zgrupowanie 2 pspodh. zajęło obronę w na szosie i w pobliskim lesie, obok miejscowości Majdan Kasztelański. Ok. godz.14.00 na jej stanowiska wyszło natarcie piechoty niemieckiej wspartej czołgami, które ogniem broni ppanc. i strzeleckiej zostało odparte. Obrońcy byli atakowani przez lotnictwo niemieckie i ostrzeliwani przez niemiecką artylerię. Wieczorem zgrupowanie 2 pspodh. podporządkowane dowódcy Grupy Operacyjnej „Boruta” gen. M. Borucie-Spiechowiczowi odmaszerowało na jego rozkaz w kierunku Bełżca i Narola. Zgrupowanie ppłk. Szlaszewskiego ok. godz.8.00 idące w straży przedniej osiągnęło rejon na wschód od Łosińca i Wólki Łosinieckiej. Na rozkaz dowódcy GO "Boruta" zgrupowanie uderzyło na obie wsie zdobywając obie do godz. 11.00 i las na północ od tej ostatnie wsi. Na zgrupowanie wyszło przeciwnatarcie niemieckich czołgów odparte ogniem armat ppanc. Dalsze natarcie zgrupowania zostało powstrzymane silnym ostrzałem niemieckiej artylerii, ponowione o godz.15.00 natarcie również nie powiodło się. W trakcie natarcia ciężko ranny został dowódca zbiorczego batalionu 6 pspodh. por. Antoni Grajski, jak również zastępca dowódcy tego batalionu, oficer 6 pspodh. por. Stefan Kurasiewicz. Dowództwo nad batalionem zbiorczym objął oficer 5 pspodh. kpt. Władysław Mazoń. Ponawiane jeszcze do wieczora próby natarcia na Maziły zgrupowania 2 psp nie powiodły się. Wobec braku amunicji płk Klaczyński nakazał o godz. 22.00 wykonać nocne natarcie w kierunku Bełżca. Nocne natarcie pozwoliło przebić się tylko drobnym grupom żołnierzy zgrupowania 2 pspodh., a wśród nich wraz z ppłk. Szlaszewskim tylko dwóm oficerom i kilkunastu szeregowym z 6 pspodh. Ostatecznie grupa ppłk. Szlaszewskiego 22 września dostała się do niewoli niemieckiej w pobliżu Narola. Grupa żołnierzy 6 pspodh. pod dowództwem ppłk. Dobrzańskiego odrzucona 10 września z Rytwian w kierunku klasztoru, toczyła potyczki z nieprzyjacielem w głębi lasów rytwiańskich. Następnie 11 września przeprawiła się przez most na Wiśle pod Baranowem. Licząca kilkunastu oficerów i ok. 300 szeregowych grupa poprzez Tarnobrzeg i Nisko przekroczyła San, a następnie przez Janów Lubelski, Frampol, Biłgoraj, Szczebrzeszyn, Krasnystaw dotarła do Chełma, zbierając po drodze grupki odłączonych żołnierzy z różnych jednostek, osiągnęła stan ponad 600 żołnierzy. 18 września zgrupowanie ppłk. Dobrzańskiego podjęło marsz w kierunku Zamościa. 20 września pluton zwiadowców zgrupowania opanował dwór w Niwirkowie, zdobywając kolumnę kwatermistrzowską pułku niemieckiego wraz z zaopatrzeniem.  

#### W bitwie pod Tomaszowem Lubelskim
Dalsze rozpoznanie wskazało na przebieg linii obrony piechoty niemieckiej w rejonie Komarów-Wólka Łabuńska. Po zapadnięciu zmroku usiłowano przez zaskoczenie przełamać obronę niemiecką, atak kompanii wypadowej nie powiódł się. Zgrupowanie ppłk. Dobrzańskiego przeszło do kolonii Niewirków w pobliżu Cześnik. 21 września zgrupowanie weszło w podporządkowanie dowódcy 39 Dywizji Piechoty rez. gen. B. Olbrychtowi. 22 września 1939 roku zgrupowanie 6 pspodh. zajęło pozycję w II rzucie za 95 pułkiem piechoty rez. o godz. 11.30 opanowało lasek przylegający do Kolonii Wola Śniatycka, umacniając się na jego skraju. W trakcie walki poniesiono straty. Nocą 22/23 września zgrupowanie obsadzając szosę Zamość-Tomaszów i wzgórze 247 było atakowane przez trzy samoloty niemieckie. 23 września ok. godz.17.00 na pozycje obronne zgrupowania 6 pspodh. na wzg. 247 wyszło silne natarcie piechoty niemieckiej z czołgami. Czołgi odparto ogniem armat ppanc., niemiecka piechota okopała się na skraju wsi Łabunie. O godz. 19.00 przybyła w rejon obrony zgrupowania 6 pspodh., 9 bateria 3 pułku artylerii lekkiej Leg. przy jej wsparciu, część żołnierzy zgrupowania dokonało kontrataku wypierając wroga poza zabudowania wsi Łabunie. Zgodnie z rozkazem gen. bryg. Brunona Olbrychta po godz. 22.00 grupa 6 pspodh. podjęła marsz w kierunku Suchowoli. Po dojściu do miejscowości czołowe pododdziały zostały ostrzelane z zabudowań, rozwinięto całość grupy i wykonano natarcie na miejscowość i wzgórza obok. Po początkowym powodzeniu żołnierze zalegli pod miejscowością i z nastaniem świtu nieprzyjaciel przeprowadził kontratak otaczając żołnierzy zgrupowania z trzech stron. Wsparcie haubic 9/3 pal Leg. o świcie, pozwoliło części żołnierzom grupy 6 pspodh. na wycofanie się spod Suchowoli do okolicznych lasów. W godzinach przedpołudniowych 24 września w lesie koło wsi Hutków, ppłk Dobrzański rozwiązał grupę, zakopano i zniszczono ciężką broń, sztandar pułku zabrał por. Stanisław Betlej. Ppłk Dobrzański nakazał przedzierać się małymi grupkami w kierunku granicy węgierskiej. Kilkunastoosobowa grupka z dowódcą pułku dostała się w zasadzce do niewoli 26 września.

### Działania i walki pododdziałów sformowanych w II rzucie mobilizacyjnym i improwizowanych.

#### Batalion marszowy 6 pspodh.
Sformowany w II rzucie mobilizacji powszechnej 4 września 1939 roku pod dowództwem mjr. Karola Dyszyńskiego. Batalion w dniu 5 września o godz.14.00 odjechał z Sambora transportem kolejowym do Sanoka, gdzie przybył 6 września przed świtem. W koszarach 2 pułku strzelców podhalańskich otrzymał zaopatrzenie i następnie obsadził drogi wyjazdowe z Sanoka. Od 6 września wchodził w skład 3 Brygady Górskich Strzelców, 7 września obsadził wschodni brzeg rzeki San od Sanatorium do folwarku Bykowce. Natomiast 1 kompanią utrzymywał zachodnią część miasta broniąc szosy i torów kolejowych od strony Dąbrówki Ruskiej. 9 września ok. godz.18.30, 1 kompania nawiązała styczność ogniową z czołówkami oddziałów niemieckich. Po ich odparciu nastąpiło ostrzelanie stanowisk kompanii ogniem artyleryjskim i natarcie piechoty niemieckiej, równocześnie spalono drewniany most na rzece. Po półgodzinnej walce kompania brodem wycofała się na wschodni brzeg rzeki. 10 września z pozycji batalionu ostrzelano niemieckie kolumny zmotoryzowane na szosie z Sanoka do Zagórza. Tego dnia oddziały niemieckie przeprawiły się na północ od Sanoka przez San w rejonie wsi Trepcza i zepchnęły broniący się tam pododdział Obrony Narodowej i uderzyły na skrzydło i tyły batalionu marszowego 6 pspodh. W wyniku natarcia niemieckiej piechoty wspartej pojazdami pancernymi, dotkliwe straty poniosła 2 kompania, pomimo stawianego oporu przez 2 i 3 kompanie obie zostały zmuszone do wycofania się: kompania 1 i pozostałość 2 w kierunku miejscowości Wujskie, a 3 kompania z plutonem ckm na Lesko. W następnych dniach obie grupy batalionu maszerowały poprzez Lesko-Ustrzyki-Stary Sambor. 13 września poszczególne grupy batalionu marszowego dotarły do Turki, tam 14 września batalion marszowy 6 pspodh. został rozwiązany, a żołnierze wcieleni do innych oddziałów 3 BGS. Nieliczni żołnierze dotarli do OZ 22 DPG.

#### II batalion marszowy 6 pspodh.
Z uwagi na duży napływ rezerwistów podczas mobilizacji powszechnej do Oddziału Zbierania Nadwyżek 6 pspodh. oraz posiadania możliwości wyposażenia i uzbrojenia nadwyżek rezerwistów od 4 do 7 września utworzono dodatkowy improwizowany II batalion marszowy 6 pułku strzelców podhalańskich pod dowództwem por. Juliana Knapika. Po utworzeniu batalion był zakwaterowany na Zawidówce. Po zbombardowaniu Sambora batalion przeszedł na wschodni brzeg Dniestra. 11 września na rozkaz ppłk. Pretscha dowódcy OZ 22 DPG zajął obronę na Zadniestrzu. Celem zabezpieczenia odwrotu 3 Brygady Strzelców Górskich przez Sambor, został do obsadzenia miasta wysłany batalion marszowy por. J. Knapika. W trakcie marszu batalion został zaatakowany przez lotnictwo niemieckie i ostrzelany przez artylerię nieprzyjaciela. Po wejściu do miasta batalion natknął się na grupę „Schörner” z 1 Dywizji Górskiej. Po krótkiej walce batalion wycofał się, a odwrót osłaniała 1 kompania por. Kazimierza Rutki. 12 września II batalion marszowy zebrał się pod Nahujowicami. Następnie pomaszerował przez Borysław do Podhorców. W dniach 13-15 września batalion brał udział w akcjach pacyfikacyjnych przeciwko ukraińskim nacjonalistom w miejscowościach Urycz, Podhorodce i Jamielnica. Nocą 15/16 września batalion przemaszerował do Drohobycza i wszedł w skład zgrupowania ppłk. Ludwika Dudka. 16 i 17 września batalion organizował obronę Drohobycza od strony Sambora. Nocą 17/18 września batalion wykonał marsz z Drohobycza w kierunku Skole poprzez Truskawiec-Uliczno. 18 września ok. godz.10.00 w rejonie Woli Dołhołuckiej, II batalion marszowy stoczył 40 minutową walkę z niemieckim oddziałem zmotoryzowanym. Pod osłoną 1 kompanii batalion marszowy wycofał się szosą na Skole, a w nocy 18/19 września dotarł do Skole. Dalszy marsz kontynuował przez Tuchołki i Klimiec i rano 21 września przekroczył granicę polsko-węgierską na Przełęczy Tucholskiej.            

#### Oddział Zbierania Nadwyżek 6 pspodh. w Ośrodku Zapasowym 22 DPG
5 września w Samborze zostało zmobilizowane w II rzucie mobilizacji powszechnej dowództwo OZ 22 DPG pod dowództwem byłego zastępcy dowódcy 6 pspodh. ppłk. Mieczysława Pretscha. W skład ośrodka weszły nadwyżki po mobilizacyjne wszystkich trzech pułków strzelców podhalańskich i rezerwiści zgłaszający się do ośrodka w ramach mobilizacji powszechnej. Oddziałem Zbierania Nadwyżek 6 pspodh. dowodził mjr Stanisław Szkaradek. Ze względu na liczne bombardowania Sambora, 9 września OZ 22 DPG przemaszerował na południowo-wschodni brzeg Dniestra w rejon Radłowic. Z uwagi na zbliżanie się oddziałów niemieckich oddziały OZ 22 DPG, 11 września zajęły obronę nad brzegiem rzeki dozorując przeprawy w rejonie Radłowic. Następnie 12 września pomaszerowały do Drohobycza, dalej przemaszerowały do Stryja kwaterując od wieczora 12 września w koszarach 53 pułku piechoty. Tam z żołnierzy OZN 6 pspodh. sformowano w dniach 13-15 września improwizowany batalion piechoty pod dowództwem kpt. Melika Somchjanca, który jako III/2 pułku piechoty „Brąglewicz” wszedł w skład Grupy „Stryj”. Rano 15 września batalion kpt. Somchjanca pomaszerował do Bereźnicy Królewskiej i tam obsadzał linię rzeki Stryj. Rano 18 września powrócił do Stryja, po czym pomaszerował w kierunku Synowódzko Niżne. W trakcie marszu był ostrzeliwany silnym ogniem artylerii niemieckiej i uległ częściowemu rozproszeniu. W nocy 18/19 września jego resztki zdołały zebrać się w miejscowości Skole. Następnie, maszerując przez Tuchołki i Klimiec, rano 21 września przeszły na Węgry przez Przełęcz Tucholską. Z pozostałej części OZ 22 DPG w dniach 15-17 września uzupełniono pododdziały Grupy „Drohobycz”. Reszta ośrodka przekroczyła granicę polsko-węgierską 21 września na Przełęczy Tatarskiej.            
| Struktura organizacyjna i obsada personalna we wrześniu 1939 | Struktura organizacyjna i obsada personalna we wrześniu 1939 | Struktura organizacyjna i obsada personalna we wrześniu 1939 |
| Stanowisko                                                   | Stopień, imię i nazwisko                                     | Dalsze losy żołnierza                                        |
| Dowództwo                                                    | Dowództwo                                                    | Dowództwo                                                    |
| ------------------------------------------------------------ | ------------------------------------------------------------ | ------------------------------------------------------------ |
| dowódca pułku                                                | ppłk dypl. Mieczysław Dobrzański                             | w Armii Krajowej                                             |
| I adiutant                                                   | kpt. Stanisław Prus                                          | w Armii Krajowej                                             |
| II adiutant                                                  | por. Wincenty Romańczukiewicz                                |                                                              |
| kwatermistrz                                                 | kpt. Karol Dehnel                                            |                                                              |
| oficer informacyjny                                          | ppor. Zbigniew Tadeusz Zasławski                             |                                                              |
| oficer łączności                                             | por. Jan Smela                                               |                                                              |
| oficer płatnik                                               | por. rez. Antoni Łabiak                                      |                                                              |
| naczelny lekarz                                              | mjr lek. dr Marian Gustek                                    |                                                              |
| dowódca kompanii gospodarczej                                | kpt. Władysław Szklarski                                     |                                                              |
| podoficer gospodarczy                                        | sierż. Józef Kochański                                       |                                                              |
| kapelmistrz                                                  | kpt. Marian Dorożyński                                       |                                                              |
| I batalion                                                   |                                                              |                                                              |
| dowódca batalionu                                            | kpt. Aleksander Ziółkowski                                   |                                                              |
| adiutant batalionu                                           | ppor. Rafał Tatka                                            |                                                              |
| dowódca 1 kompanii strzeleckiej                              | por. Aleksy Minkacz                                          |                                                              |
| dowódca 2 plutonu                                            | ppor. rez. Maksymilian Szwarc                                |                                                              |
| dowódca 3 plutonu                                            | ppor. rez. Wiszniewski                                       |                                                              |
| dowódca 2 kompanii strzeleckiej                              | por. rez. Tadeusz Procyk                                     |                                                              |
| dowódca 3 kompanii strzeleckiej                              | por. Bolesław Sałwacki                                       |                                                              |
| dowódca 1 kompanii ckm                                       | por. Stefan Kurasiewicz                                      |                                                              |
| II batalion                                                  |                                                              |                                                              |
| dowódca batalionu                                            | mjr Jan Wilczak                                              |                                                              |
| dowódca 4 kompanii strzeleckiej                              | ppor. Władysław Bes                                          |                                                              |
| dowódca 5 kompanii strzeleckiej                              | kpt. Józef Borucki                                           | † 23 IX 1939                                                 |
| dowódca 6 kompanii strzeleckiej                              | kpt. Władysław Mieczysław Ohorok                             |                                                              |
| dowódca 2 kompanii ckm                                       | kpt. Aleksander Prociuk                                      |                                                              |
| III batalion                                                 |                                                              |                                                              |
| dowódca batalionu                                            | mjr piech. Stanisław Amirowicz                               |                                                              |
| dowódca 7 kompanii strzeleckiej                              | ppor. Jan Baszuta                                            |                                                              |
| dowódca 8 kompanii strzeleckiej                              | por. Roman Skierkowski                                       |                                                              |
| dowódca 9 kompanii strzeleckiej                              | ppor. Józef Piekarz                                          |                                                              |
| dowódca 3 kompanii ckm                                       | por. Jan Zaucha                                              |                                                              |
| Pododdziały specjalne                                        |                                                              |                                                              |
| dowódca kompanii zwiadu                                      | ppor. Jan Kozik                                              |                                                              |
| dowódca kompanii ppanc.                                      | por. Stanisław Betlej                                        |                                                              |
| dowódca plutonu artylerii piechoty                           | por. Leon Brzozowski                                         |                                                              |
| dowódca plutonu pionierów                                    | por. Antoni Grajski                                          |                                                              |
| dowódca plutonu przeciwgazowego                              | NN                                                           |                                                              |
| dowódca plutonu łączności                                    | por. Jan Smela                                               |                                                              |

## Symbole pułku

### Sztandar
Pierwszą chorągiew pułk otrzymał 3 października 1919. Był to dar księcia Lubomirskiego, a wręczenie odbyło się w Dąbrowie Górniczej.
W 1921 obywatel warszawski Wabia-Wabiński, za udział w obronie stolicy, podarował srebrnego orła na drzewce chorągwi. Miał on kształt orła z czasów Księstwa Warszawskiego. Na przedniej stronie jego podstawy umieszczona była liczba „47”, na tylnej napis „47 Pułk Strzelców Kresowych w hołdzie za męstwo Orła ofiaruje jubiler złotnik warszawski Wincenty Wabia-Wabiński 1921 r.”.
13 sierpnia 1924 Prezydent RP zatwierdził wzór chorągwi 6 pspodh.
W niedzielę 6 maja 1928, w Drohobyczu, generał dywizji Kazimierz Sosnkowski, w imieniu Prezydenta RP i Ministra Spraw Wojskowych, wręczył dowódcy pułku chorągiew ufundowaną przez społeczeństwo Ziemi Drohobyckiej i Borysławskiej. Chorągiew poświęcił biskup polowy Wojska Polskiego, Stanisław Gall. W ceremonii poświęcenia i wręczenia chorągwi wziął udział wojewoda lwowski, Piotr Dunin-Borkowski. O godz. 13.00 odbył się obiad żołnierski, a następnie obiad wydany w gmachu „Sokoła” przez korpus oficerski i obywatelstwo dla zaproszonych gości. Uroczystości zakończył wieczorny raut.
Opis sztandaru
Sztandar wykonany był z jedwabiu barwy białej i czerwonej. Płat sztandaru, o wymiarach 97 x 97 cm, oblamowany z trzech stron złotą frędzlą, z czwartej posiadał białą tuleje na drzewce.
Na awersie czerwony krzyż kawalerski, w środku którego, w złotym wieńcu laurowym, wyhaftowany srebrny orzeł. Na czterech polach pomiędzy ramionami krzyża w złotych wieńcach laurowych cztery cyfry 6 z dopisanymi u dołu literami PSP. 
Rewers sztandaru posiadał taki sam krzyż, w środku którego w złotym wieńculaurowym widniał napis: HONOR I OJCZYZNA. Pomiędzy ramionami krzyża umieszczone symbole: lewy górny – gałązka jodłowa ze swastyką, prawy górny – herb miasta Drohobycza, lewy dolny – wizerunek Matki Boskiej Częstochowskiej, prawy dolny – herb Borysławia.
Na ramionach krzyża nazwy miejscowości i daty: u góry –  Dziatkowice 25.IX.1920 u dołu – Warszawa 16.VIII. 1920, z lewej – Uhrynów 15.V.1919, z prawej – Muchawiec 21.IX.1920 
Na szarfach przy sztandarze wyhaftowany napis: 6p.Strzelców Podhalańskich – Obywatele Ziemi Drohobyckiej.

### Odznaka pułkowa

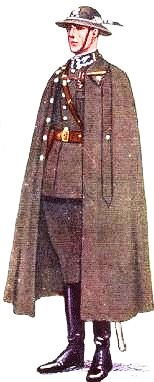
Mundur oficera

Pierwszy wzór odznaki pamiątkowej nie uzyskał aprobaty Ministerstwa Spraw Wojskowych. Dopiero drugi wzór został zatwierdzony w Dzienniku Rozkazów MSWojsk. nr 16, poz. 158, z 18 maja 1929.

Odznaka ma kształt równoramiennego krzyża maltańskiego, o wymiarach 40 x 40 mm. Ramiona krzyża pokryte granatową emalią i zakończone kuleczkami. Na krzyż nałożona lewoskrętna swastyka emaliowana na biało, w środku której znajdował się granatowo–zielony okrągły medalion, z zarysem krajobrazu górskiego i inicjały: 6 PSP. Na dolnym ramieniu krzyża data: 19.XII.1918. Odznaki produkowała pracownia grawerska Wiktora Gontarczyka z Warszawy.

### Symbolika podhalańska
Od  1922 w pułku używano emblematów symboliki podhalańskiej na patkach kołnierzy płaszcza, a później peleryny oraz na metalowych spinkach do piór przy rogatywkach.
Część szeregowych zamiast piór używała pęku białego puchu spiętych metalową spinką.
Do wystąpień uroczystych używano kapeluszy i peleryn.
Kapelusz podhalański wykonany był jednego kawałka filcu barwy khaki. Miał kuliste ogłowie, przechodzące u dołu w rondo zawinięte na brzegu wewnątrz i przyszyte. Wewnątrz wszyty był skórzany potnik i podpinka wykonana z dwóch pasków filcu. Z lewej strony mocowane było pióro ptaka drapieżnego z pękiem białego puchu. Do mocowania pióra służyła metalowa spinka w formie gałązki jodłowej ze swastyką. Z przodu orzeł wojskowy, a pod nim dystynkcje.
Peleryna podhalańska, wykonana z dwóch płatów sukna barwy khaki zszytych przez środek pleców, zapinana była z przodu na sześć guzików. Oba końce kołnierza łączone były dwuczęściową plecioną zapinką z baryłką i pętelką.
Pułk posiadał kapelusze i peleryny podhalańskie tylko na stan jednego batalionu. Przechowywane były w magazynie i wydawane wyznaczonym pododdziałom tylko na uroczystości. Kadra pułku posiadała własne kapelusze i peleryny.

## Strzelcy podhalańscy
| Dowódcy pułku                                   | Dowódcy pułku           | Dowódcy pułku           |
| Stopień i mię i nazwisko                        | okres pełnienia służby  | Kolejne stanowisko      |
| ----------------------------------------------- | ----------------------- | ----------------------- |
| ppłk armii francuskiej Alfons Chaillot          | 8 II – 13 IX 1919       |                         |
| płk piech. Paweł Kozubek                        | 14 IX 1919 – 11 IV 1920 |                         |
| ppłk piech. Julian Skokowski                    | 11 IV 1920 – 15 V 1927  |                         |
| ppłk piech. Lucjan Ruszczewski                  | 19 V 1927 – 8 I 1931    |                         |
| ppłk / płk piech. Bolesław Schwarzenberg-Czerny | 8 I 1931 – XII 1934     | komendant SP dla Podof. |
| płk piech. Jan Stefan Kotowicz                  | 17 VI 1935 – 4 VI 1938  |                         |
| ppłk dypl. piech. Mieczysław Dobrzański         | 4 VI 1938 – 24 IX 1939  |                         |
| Zastępcy dowódcy pułku                          |                         |                         |
| ppłk piech. Wojciech Piasecki                   | 1922-1925               |                         |
| ppłk SG Antoni Jan Żurakowski                   | 1928                    |                         |
| ppłk piech. Władysław Muzyka                    | 1930                    |                         |
| ppłk piech. Józef Gronowski                     | III 1932 – †29 V 1934   |                         |
| ppłk dypl. piech. Stanisław Wiloch              | VI 1934                 | dowódca 82 pp           |
| ppłk piech. Mieczysław Pretsch                  | do VIII 1939            | dowódca OZ 22 DP Gór.   |
| mjr piech. Stanisław Szkaradek (II zastępca)    | 1939                    |                         |

### Żołnierze pułku – ofiary zbrodni katyńskiej
Biogramy ofiar zbrodni katyńskiej znajdują się między innymi w bazach udostępnionych przez Ministerstwo Kultury i Dziedzictwa Narodowego oraz Muzeum Katyńskie.
| Nazwisko i imię                 | stopień              | zawód             | miejsce pracy przed mobilizacją  | zamordowany |
| ------------------------------- | -------------------- | ----------------- | -------------------------------- | ----------- |
| Altman Zygmunt                  | podporucznik rezerwy |                   | dyrektor banku w Drohobyczu      | ULK         |
| Czwakiel Stanisław              | podporucznik rezerwy | nauczyciel        | konspiracja w Samborze           | ULK         |
| Gostyl (Gostylla) Hilary        | podporucznik rezerwy | nauczyciel        | gimnazjum                        | ULK         |
| Kocyłowski (Kociełowski) Antoni | porucznik rezerwy    | prawnik           | sędzia sądu w Drohobyczu         | ULK         |
| Lachowicz Bolesław Karol        | podporucznik rezerwy | nauczyciel        | szkoła w Letni                   | ULK         |
| Kałuski Adam                    | podporucznik rezerwy | prawnik           |                                  | Charków     |
| Michalski Zygmunt               | porucznik rezerwy    | sędzia            | Sąd Grodzki w Drohobyczu         | ULK         |
| Minkacz Aleksy                  | porucznik            | żołnierz zawodowy |                                  | ULK         |
| Nazimek Antoni                  | podporucznik rezerwy | nauczyciel        | szkoła w Rajskiem                | Charków     |
| Nowosielski Stanisław           | kapral               | urzędnik          | Sąd Grodzki w Stanisławowie      | ULK         |
| Pakos Emil                      | ppor. rez.           |                   |                                  | Katyń       |
| Pisarek Henryk                  | ppor. rez.           | nauczyciel        | kier. szkoły w Silnie pow. łucki | Katyń       |
| Pawluk Wacław                   | porucznik rezerwy    | nauczyciel        |                                  | ULK         |
| Solecki Jan                     | porucznik rezerwy    | urzędnik          | Sąd Okręgowy w Cieszynie         | ULK         |
| Wlizło Władysław                | podporucznik rezerwy | nuczyciel         | szkoła w Samborze                | ULK         |
| Zając Kazimierz Jan             | porucznik rezerwy    | dr praw, adwokat  |                                  | ULK         |

## Pułk w Armii Krajowej
Obwód Krosno AK OP-15 przekształcono w czasie Akcji Burza na krośnieńsko-brzozowski 6 pułk strzelców podhalańskich AK pod dowództwem kpt. Stanisława Cząstka Kotwicza, a następnie por. Stanisława Węklar Wujek z Krosna

## Upamiętnienie
W Bykowcach ustanowiono pomnik pięciu żołnierzy pułku poległych we wrześniu 1939, zaprojektowany przez Stanisława Bryndala i poświęcony 1 września 2001.

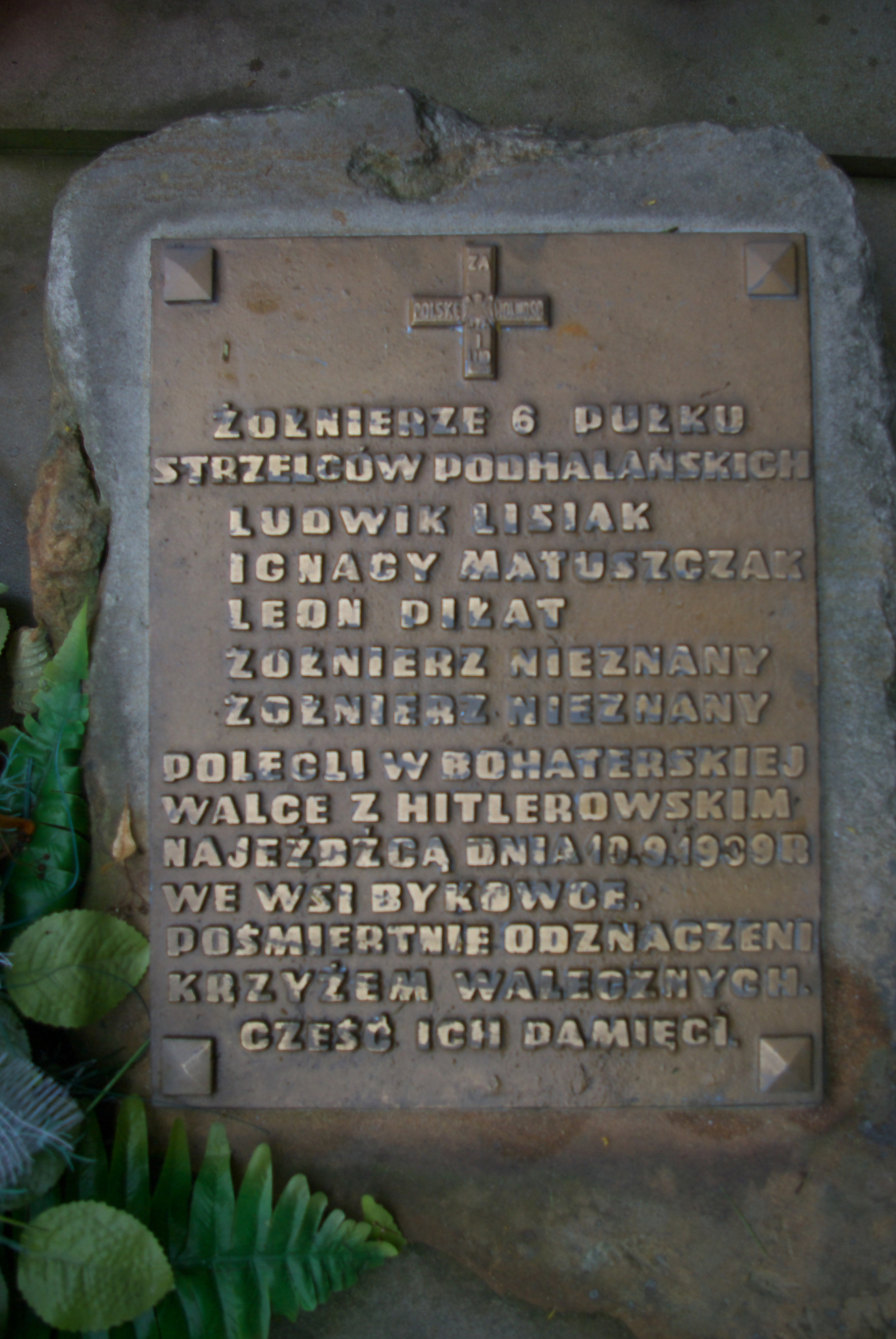
Tablica na grobie żołnierzy 6 pspodh. poległych 10 września 1939 w Bykowcach